# Аполлон
Аполло́н (лат. Apollo) — один з олімпійських богів, покровитель музики, віщування і лікування. Син Зевса й Лето, брат Артеміди, Ліка, батько Асклепія та Мілета, вчитель Орфея.

## Аполлон у міфах

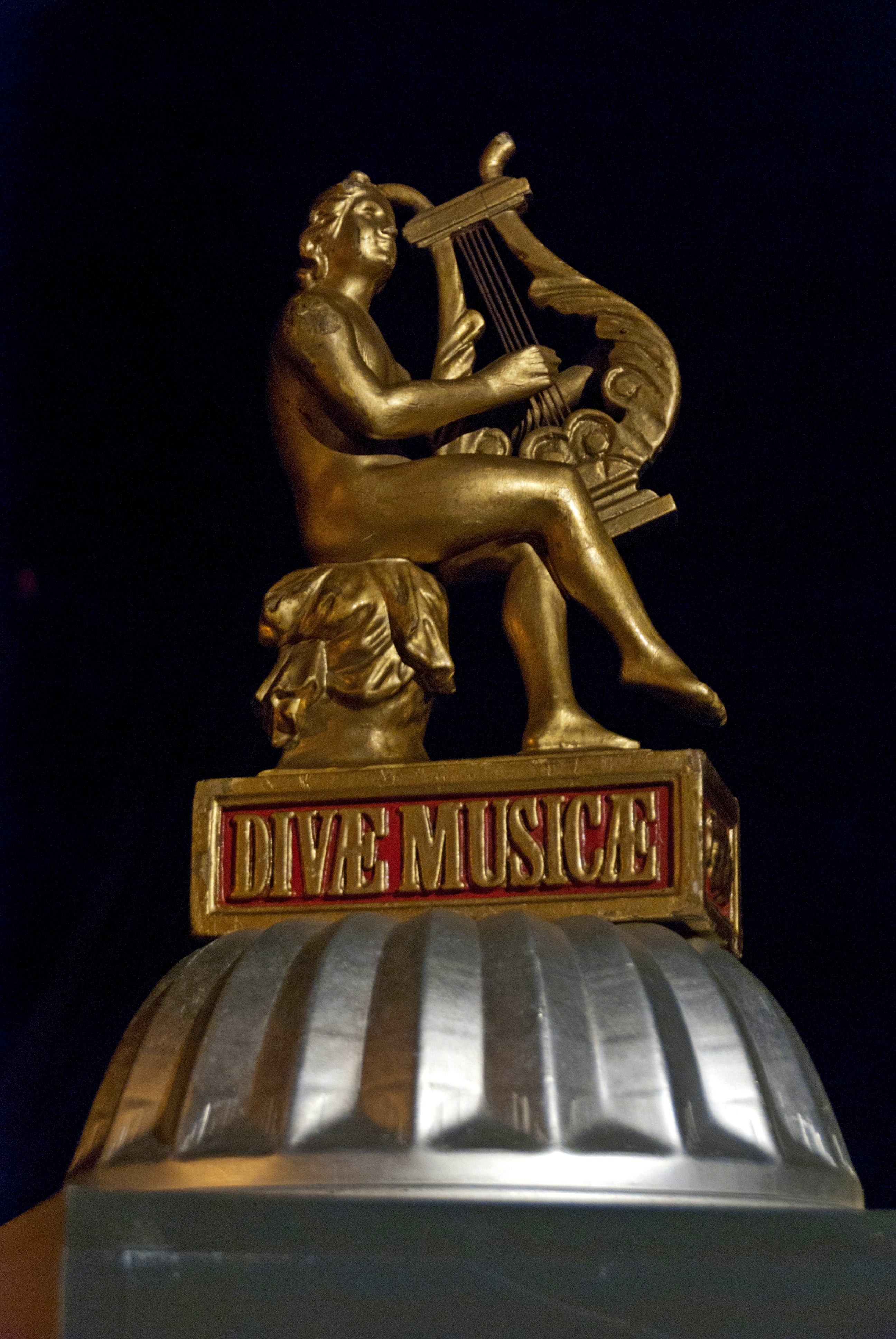
Аполлон — покровитель музики. Сучасна скульптура

### Походження й дитинство
Аполлон був позашлюбним сином Зевса від німфи Лето. Під час любовних ігор Зевс перетворився на перепела, а Лето — на перепілку. Ревнива Зевсова дружина Гера послала змія Піфона, щоб він переслідував Лето по всьому світу. Німфа знайшла прихисток на піднятому Геєю острові Ортігія, що поблизу Делоса, де народила Артеміду, яка відразу ж, щойно народившись, допомогла матері перебратися через вузьку протоку, і там, на Делосі, між оливою і фініковою пальмою, після дев'яти днів переймів Лето народила Аполлона.
Аполлон народився семимісячним. Феміда годувала його нектаром і амбросією, а молодий бог швидко ріс. Наприкінці четвертого дня він захотів отримати лук і стріли, які йому дав Гефест. Покинувши Делос, Аполлон попрямував на гору Парнас, де ховався Піфон, і зумів поранити його стрілами, Піфон втік до Дельфійського оракула матері-Землі Геї, однак Аполлон вирушив слідом і знищив чудовисько на краю священної безодні. Мати-Земля поскаржилася Зевсу, що Аполлон посмів здійснити вбивство в її святилищі. Зевс послав Аполлона в Темпейську долину, щоб отримати очищення від вбивства, а також заснувати Піфійські ігри на честь знищеного ним Піфона. Однак Аполлон не дослухався Зевса і замість того в супроводі Артеміди вирушив до Егіалеї, а потім на острів Крит, де цар Карманор виконав належну церемонію очищення.

### Навчання
Повернувшись до Греції, Аполлон розшукав Пана — козлоногого бога, і вмовив його навчити мистецтву прорікання. Після цього Аполлон захопив Дельфійський оракул, залишивши у себе на службі його жрицю Піфію. Лето з Артемідою прибули туди для виконання обрядів, та спокій порушив велетень Титій, що хотів заволодіти Лето. Аполлон з Артемідою обстріляли зухвальця стрілами та вбили. Велетня за його злочин в Тартарі було суворо покарано — його було прибито до землі, а двоє шулік вічно рвали його печінку.
За якийсь час по тому Афіна викинула свою флейту, оскільки граючи на ній виглядала кумедно й інші богині насміхалися з неї. Флейту підібрав Марсій, а люди, слухаючи його музику, казали, що він грає краще, ніж Аполлон на арфі. Почувши це, Аполлон викликав Марсія на змагання. Суддями там стали музи, котрі визнали гру обох однаково майстерною. Аполлон призначив друге змагання з умовою, що вони гратимуть, перевернувши свої інструменти та співаючи одночасно. Марсій погодився, не подумавши, що не міг зробити цього з флейтою. Ставши переможцем, Аполлон здер з супротивника шкіру і повісив її на дереві біля річки, що отримала відтоді назву Марсій.
Після того бог Пан кинув Аполлону виклик позмагатися в музиці з ним. Аполлон виграв і став загальновизнаним богом музики, що грає на семиструнній кіфарі на всіх бенкетах інших богів. Також йому було доручено оберігати стада й отари, але згодом цей обов'язок перейняв Гермес.

### Стосунки з чоловіками
З Аполлоном пов'язаний і міф про спартанського царевича Гіакінта. У нього закохався співак Фамірід — перший з людей, котрий загорівся пристрастю до представника своєї статі. Аполлону також сподобався Гіакінт і він зганьбив суперника. Підслухавши, як той хвалиться, що в співах може перевершити муз, Аполлон повідомив їм про це, і музи позбавили Фаміріда зору, голосу і вміння грати на кіфарі. Однак потяг до Гіакінта раптом відчув Зефір, і в ньому виникли такі ж ревнощі до Аполлона. Коли Аполлон навчав царевича метати диск, Зефір спрямував диск юнакові в голову та вбив його. З його крові виросла квітка гіацинт. Після цього Аполлон став у всьому дотримуватися поміркованості та навіть зумів навернути до пристойності муз, ставши їх очільником.
Ще одним коханцем Аполлона був Кипарис, нащадок Геракла. Аполлон подарував йому прирученого оленя як компаньйона, але Кипарис випадково вбив його. Кипарис був настільки засмучений його смертю, що попросив Аполлона, щоб його сльози завжди падали. Аполлон задовольнив це прохання, перетворивши його на кипарис, названого його іменем, яке, як кажуть, є деревом смутку, оскільки сік утворює краплі, як сльози на стовбурі.
Адмет, цар Фер, також був коханцем Аполлона. Під час свого заслання, яке тривало або один рік, або дев'ять років, Аполлон служив Адмету у скотарстві. Розвиваючи пристрасть до короля, він випасав і годував худобу, а корови породили телят-близнюків. Він робив сир і подавав його Адмету. Коли Адмет хотів одружитися із принцесою Альцестіс, Аполлон надав їм колісницю, яку тягнув лев та кабан, яких він приручив. Це задовольнило батька Альцестіс, і він дозволив Адмету одружитися з дочкою. Далі Аполлон врятував царя від гніву Артеміди, а також переконав Мойр один раз відкласти смерть Адмета.
Бранхус, що був пастухом, одного разу натрапив на Аполлона в лісі. Захоплений красою бога, він поцілував Аполлона. Аполлон вимагав його уваги та, бажаючи нагородити його, дарував йому пророчі навички. Його нащадки, Бранхідеси, стали впливовим кланом пророків.
Інші коханці:
- Адоніс;[15]
- Атимніус або Атимній, інакше відомий як коханець Сарпедона;[16]

- Гелен або Єлен, син Пріама і троянський принц, був коханцем Аполлона та отримав від нього лук зі слонової кістки, з якого він згодом поранив Ахілла в руку;[17]
- Іполит (не син Тесея);[18]
- Гіменей, бог шлюбних гімнів;[19]
- Іапис[en];
- Форбас[en], вбивця дракона.[20]

### Стосунки з жінками
Аполлон, як кажуть, був коханцем усіх дев'яти муз, і, не маючи змоги вибрати одну з них, вирішив залишитися нелюбом.
Хоча Аполлон вирішив не одружуватися, в нього були діти й від німф, і від смертних жінок. Серед них відомі Фтія, яка народила від Аполлона Дора і його братів, муза Талія, яка народила корибантів, а також Короніда, яка народила Асклепія, Арія, сином якої був Мілет, і Кирена — мати Арістея.
Він також спокусив німфу Дріопу, перетворившись на змія. Вона народила Амфіса, який заснував місто Ета і побудував храм на честь батька, в якому Дріопа залишалася жрицею.
Але не всі любовні пригоди Аполлона завершувалися успішно. Одного разу він спробував вкрасти Марпессу в її чоловіка Ідаса, але вона не зрадила чоловікові. Іншим разом він погнався за гірською німфою Дафною, яка була жрицею Геї і дочкою бога річки Пенея в Фессалії. Коли він наздогнав її, Гея перенесла дочку на Крит, де Дафна стала відома під ім'ям Пасіфаї. На її місці Гея залишила лаврове дерево, з листя якого Аполлон в пошуках розради зробив вінок. Свого суперника Левкіппа, що також був закоханий у Дафну, Аполлон погубив. Коли Левкіпп переодягнувся дівчиною і приєднався до Дафни в горах, Аполлон порадив німфам скупатися оголеними та тим самим переконатися, що серед них немає чоловіків. Обман Левкіппа був тут же розкритий і німфи розірвали його на шматки.
Кирена була фесалійською принцесою, яку любив Аполлон. На її честь він побудував місто Кирена і зробив її правителькою. Пізніше їй було надано довголіття Аполлоном, який перетворив її на німфу. У пари було два сини — Арістей та Ідмон.
Евадна була дочкою Посейдона від німфи. Коханка Аполлона. Вона народила сина Яма. Під час пологів Аполлон послав Ілітію, богиню пологів, щоб допомогти їй.
Ройо, принцеса острова Наксос, була тією, кого любив Аполлон. З любові до неї Аполлон перетворив своїх сестер на богинь. На острові Делос вона народила сина Анія. Не бажаючи заводити дитину, вона довірила немовля Аполлону і пішла. Аполлон виховав Анія самостійно.
Орея, донька Посейдона, закохалася в Аполлона, коли він і Посейдон служили троянському цареві Лаомедонту. Вона народила сина, якого Аполлон назвав Ілеєм. Ілей був дуже дорогим Аполлону.
Теру, дочку Філаса, діву, прекрасну, як місячні промені, любив сяйливий Аполлон, і вона любила його у відповідь. За їхнім союзом вона стала матір'ю Херона, якого славили як «приборкувача коней». Пізніше він збудував місто Херонею.
Тірія була матір'ю Кікна. Аполлон перетворив і матір, і сина на лебедів, коли вони стрибнули в озеро і намагалися здійснити самогубство.
Гекаба була дружиною троянського царя Пріама, а в Аполлона був син від неї на ім'я Троїл. Оракул пророкував, що Троя не буде переможена доти, доки Троїл досягне віку 20 років. Він був вбитий Ахіллом, і Аполлон помстився за смерть, убивши Ахілла.
Короніда була донькою Флегія. Бувши вагітною Асклепієм, Короніда закохалась в Ісхія, сина Елата, і спала із ним. Коли Аполлон дізнався про її невірність завдяки пророчим силам, він послав свою сестру Артеміду вбити Короніду. Аполлон врятував дитину, розрізавши відкрите лоно Короніди, і дав немовля Хірону.
У п'єсі Евріпіда «Іон», Аполлон народив Іона від Креуси, дружини Ксута. Він використовував свої сили, щоб приховати її вагітність від батька. Пізніше, коли Креуса залишила Іона на вірну смерть у дикій природі, Аполлон попросив Гермеса врятувати дитину і привезти її до Дельфійського оракула, де його виховала жриця.

## Культ Аполлона

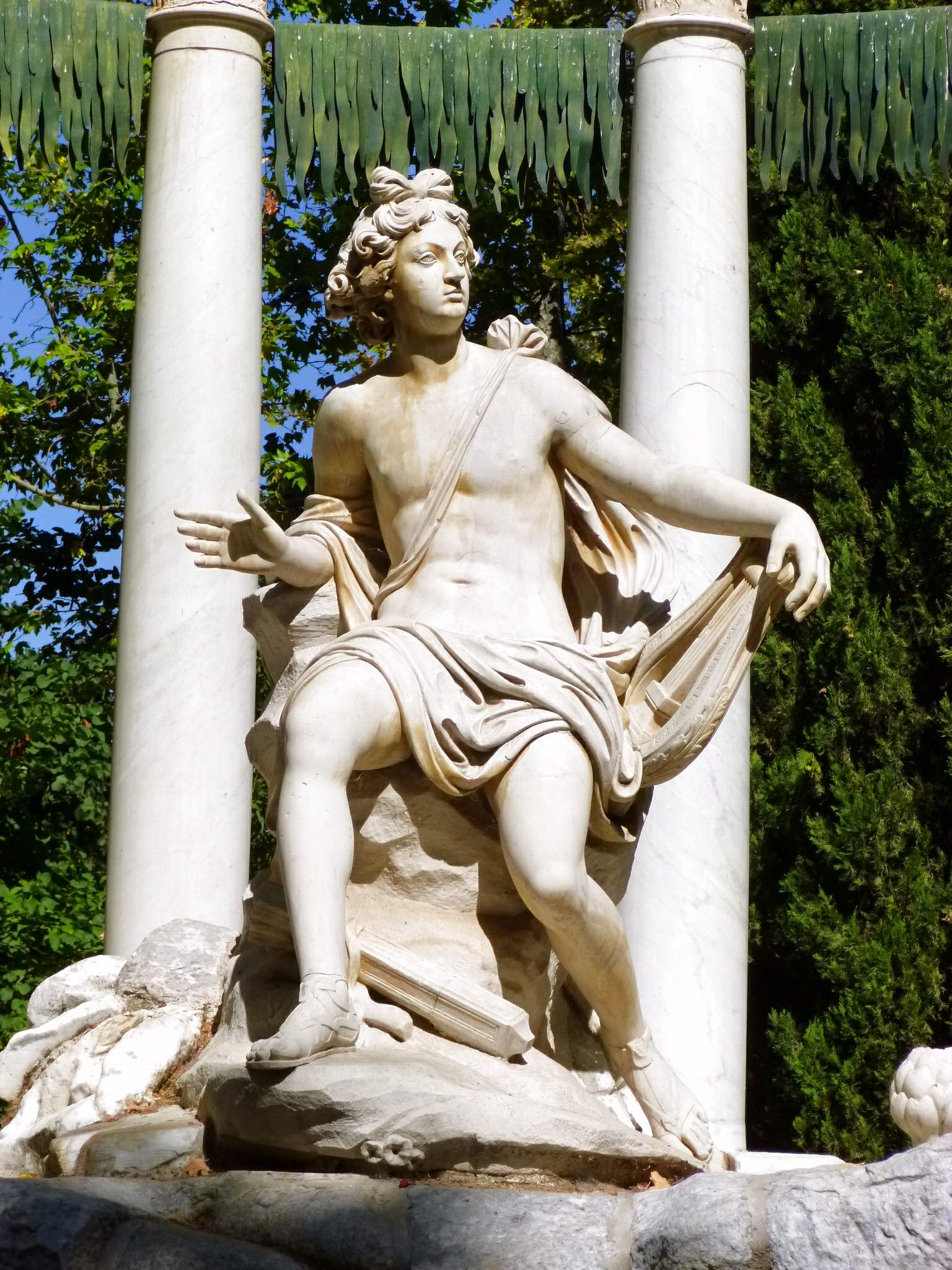
Аполлон з лірою, сучасна скульптура в Аранхуесі, Іспанія

У культі Аполлона виразно збереглися сліди первісних релігійних вірувань: фетишизму й тотемізму. У глибоку давнину Аполлона шанували в постаті барана. З культурним та господарським розвитком стародавньої Греції характер Аполлона як бога змінюється. Він стає богом музики, проводирем муз, дістає від Гермеса кіфару. Згодом Аполлон набуває дару насилати хвороби й виліковувати їх (звідки назва Аполлон Сотер — «рятівник»), провіщає майбутнє або виявляє свою волю через оракула. Греки вірили, що за наказом Зевса Аполлон мусив пасти худобу Лаомедонта за те, що хотів помститися Громовержцеві за смерть свого сина Асклепія. Тому Аполлон був також захисником пастухів і охоронцем худоби, яку оберігав від вовків і всякої пошесті (Аполлон Лікоктонос — «винищувач вовків»). Крім того, Аполлон — будівник, засновник міст, оборонець тих, що переселяються на нові місця і в далекі колонії.
Деякі вчені вважають, що первісно Аполлон був суто дорійським божеством з центром культу в Дельфах. На думку більшості дослідників, культ Аполлона прийшов з Малої Азії, доказом чого є такі факти: у Троянській війні Аполлон був на боці троянців; у Малій Азії на його честь споруджено кілька храмів, де ім'я Аполлона виводять від кореня слова зі значенням «двері», оскільки первісно це нібито був бог дверей, який охороняв родину від нещастя (Аполлон Тірайрос — Аполлон Дверний). Пізніше Аполлона ототожнювали з Геліосом, хоч у давньому епосі та в грецькій міфології Геліос виступає як окреме божество. На честь Аполлона — бога сонця встановлено хліборобські святкування: таргелії — свято літа, коли приносили в жертву гекатомбу (сто тварин) і співали хвальні пісні — пеани; піанепсії — свято осені на честь збирання врожаю тощо.
Аполлона шанували як божественного воїна-стрільця (Аполлон Гекеболос), який вражав злочинців несхибними стрілами. Головні центри культу Аполлона — острів Делос, де раз на чотири роки проходили делії — ігри за участю представників усіх грецьких полісів; Дельфи з основним святилищем Аполлона. Славились оракулами Патара в Лікії, Дідіми біля Мілету, Фіви, Кларос біля Колофона, Аби в Фокіді та інші грецькі міста. Із грецьких колоній в Італії культ Аполлона поширився в Римській імперії. Уже 430 р. до н. е. в Римі спорудили храм Аполлона, а 212 р. до н. е. було встановлено ігри на його честь.
Імператор Август спорудив на честь Аполлона два храми: один на бойовищі коло міста Актія, а другий — поблизу Палатинського пагорба; встановив актійські й вікові ігри, а також оголосив Аполлона своїм патроном. Атрибутами Аполлона були лук і стріли, кіфара (ліра), вуж, костур, лебідь, яструб, крук, триніжок, лавр тощо.

## Образ в мистецтві
Грецькі скульптори зображували Аполлона в образі вродливого, високого, стрункого юнака з довгим волоссям, з луком або лірою в руках, інколи з вовком біля ніг. В елліністичну добу він зображувався оголеним юнаком, що грає на кіфарі. Статуї Аполлона роботи славетних давньогрецьких митців Скопаса, Леохара, Праксітеля дійшли до нас у римських копіях. Найвідоміші скульптури: Аполлон Бельведерський, Аполлон Мусагет, Аполлон, який грає на лірі (Ватиканський музей), Аполлон з ящіркою, Аполлон Савроктонос (Римський музей). До образу Аполлона зверталися видатні майстри живопису: Рафаель, Пуссен, Тінторетто, Перуцці, Доменікіно, Рубенс, Делакруа, Роден та ін. У музиці відомі такі твори, як кантата Баха «Змагання між Аполлоном та Паном», опери Моцарта «Аполлон і Гіацинт», «Святкування Аполлона» Глюка, балет «Аполлон Мусагет» Ігоря Стравинського.

## Вплив на культуру
- У переносному значенні ім'я Аполлона вживається як синонім слова «мистецтво», а також для позначення ідеалу чоловічої вроди.
- Клубово-гребінні борозни, добре помітні в чоловіків при розвинутій мускулатурі, мають неофіційну назву «пояса Аполлона».